# حاجز شيراكاوا
 حاجز شيراكاوا (白河の関 شيراكاوا نو سيكي) هو موقع تاريخي في اليابان، يمثل الحدود بين المقاطعات الوسطى والأراضي الشمالية (ميشينونكو Michinoku)، وبوابة عبور اجبارية على المسافرين. لم يتبقى من هذا الحاجز سوى بقايا أثرية في جنوب شرق مدينة شيراكاوا. الموقع مصنف كموقع تاريخي (shiseki) للتراث الثقافي الياباني.

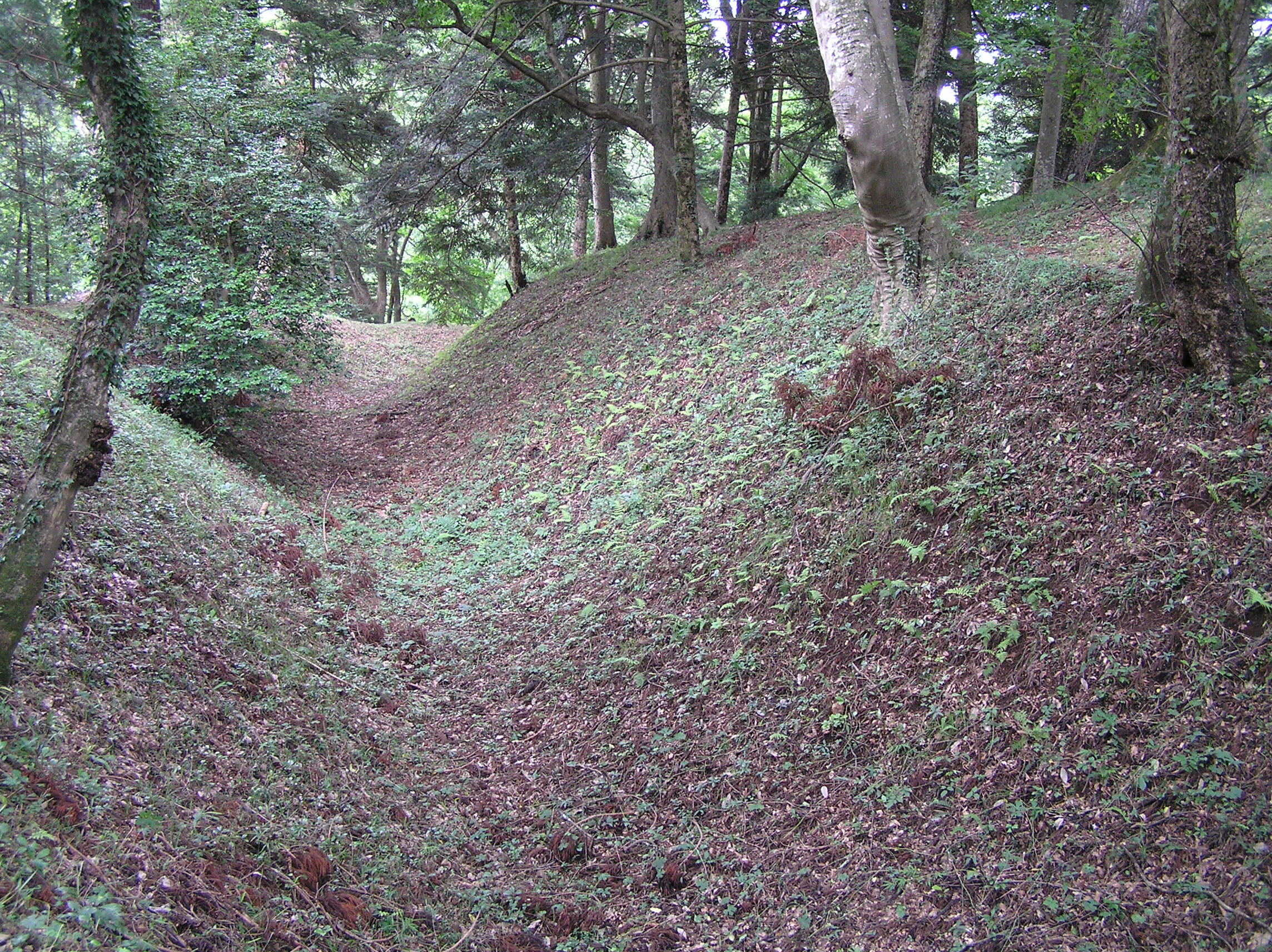
موقع حاجز شيراكاوا القديم.

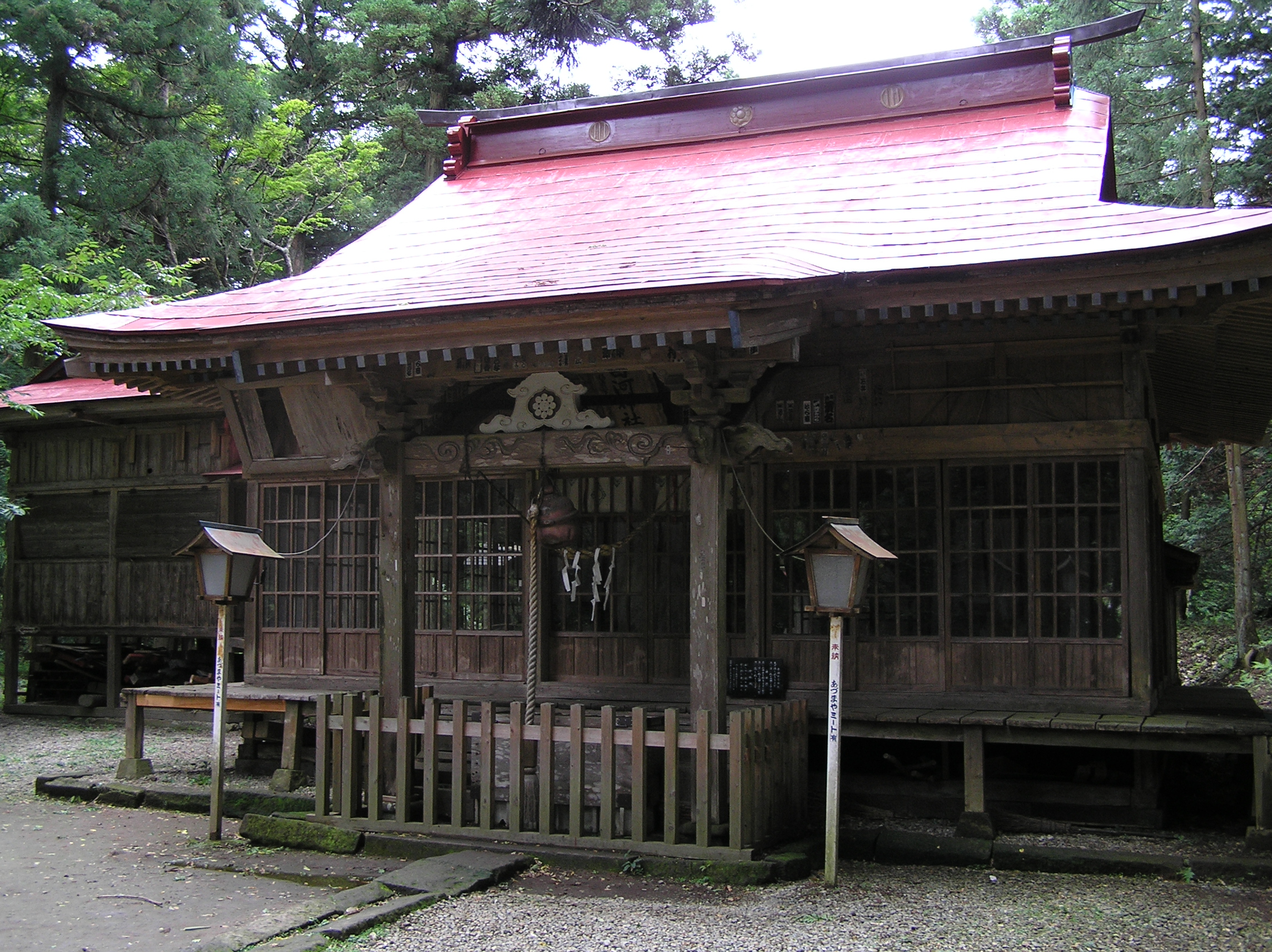
معبد شيراكاوا

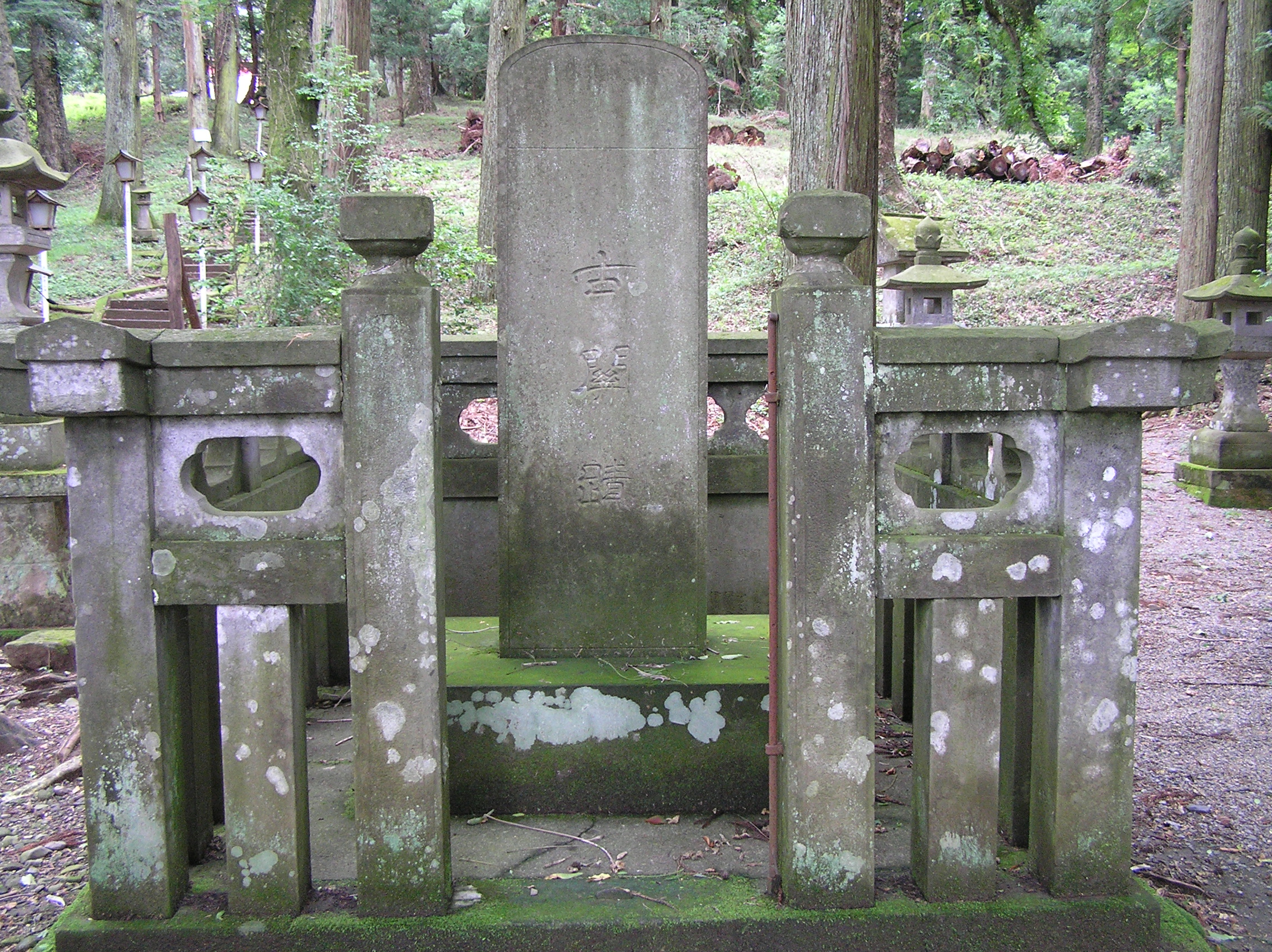
نصب شيراكاوا

ويعتبر أيضا أوتاماكورا utamakura، وهو نموذج من الشعر الياباني يستحضر عن طريق التعبير المجازي أو ربط الأفكار، مكانا يشتهر بجماله أو قوته العاطفية. ويعتبر حاجز شيراكاوا بالتالي موضوع متكرر لفترة هييان حتى فترة إيدو. على سبيل المثال في تايرا نو كانموري، نووين، سايغيو، سوغي، أو باشو.

## الموقع

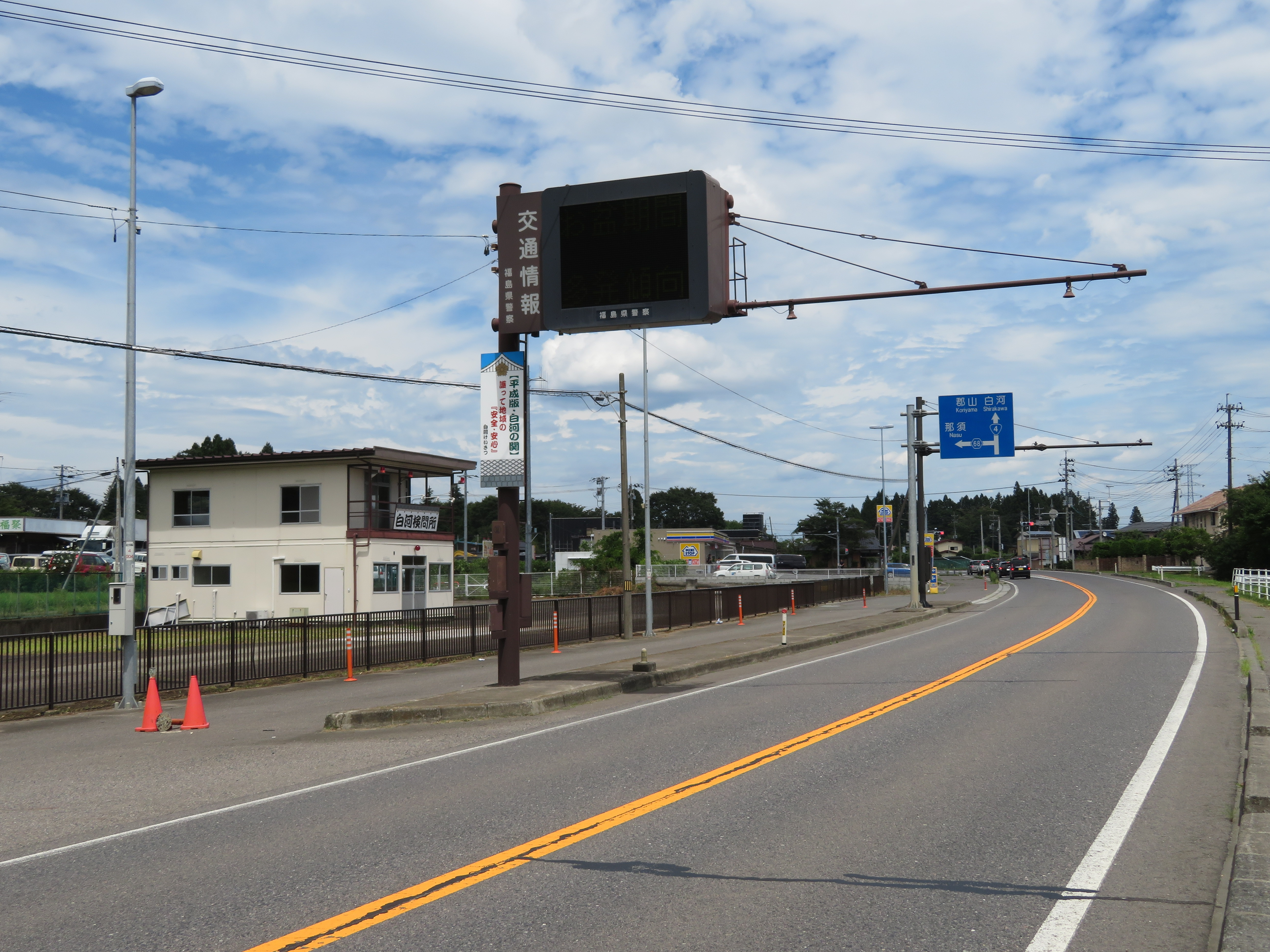
الطريق 4 فوكوشيما مقاطعة نيشيغو

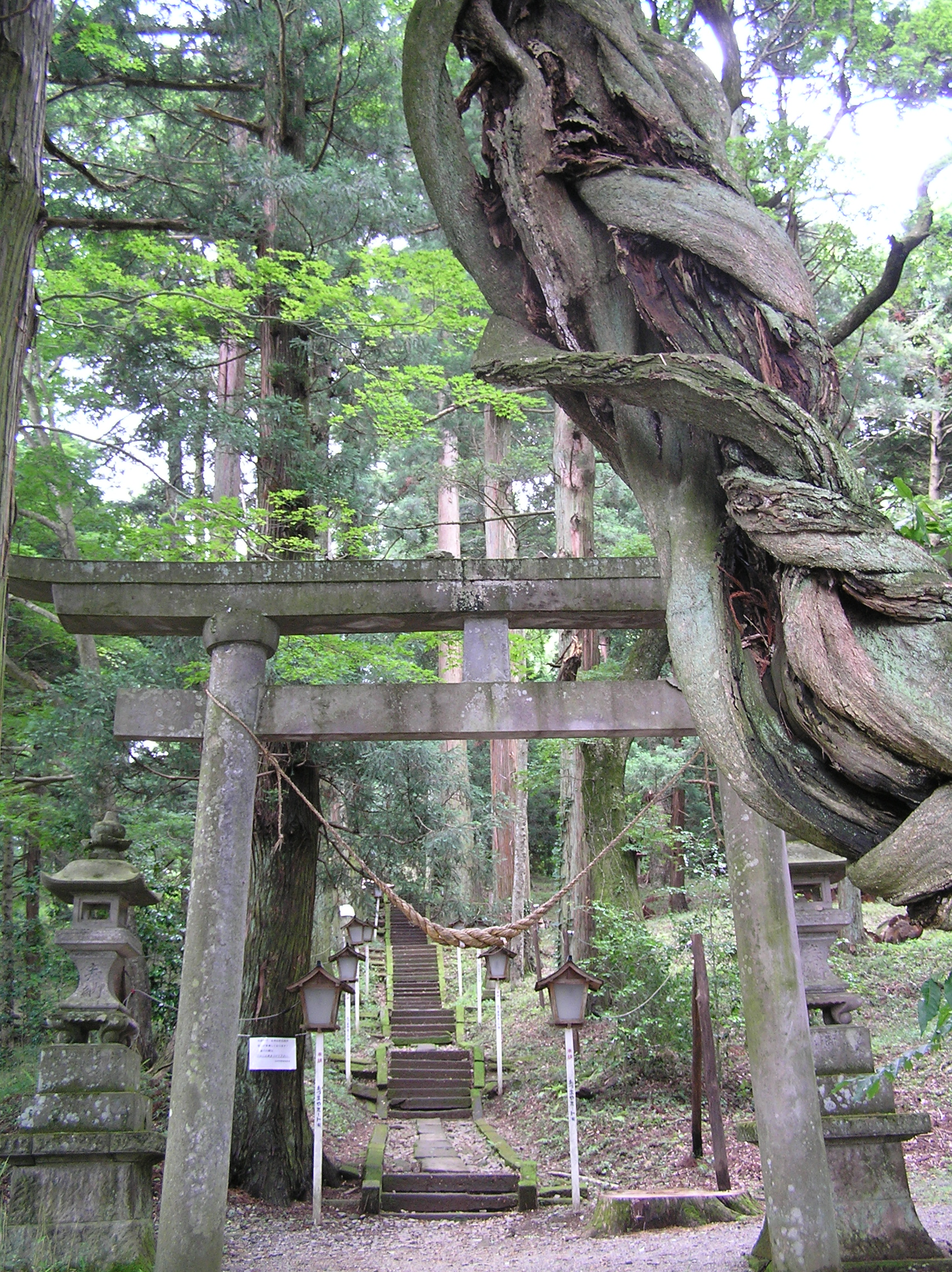
مدخل ضريح شيراكاوا بالقرب من الموقع التاريخي.

يقع الحاجز في محافظة فوكوشيما، على الحدود مع محافظة توتشيغي، جنوب شرق مدينة شيراكاوا، ويقع على طريق أوشا كايدو Ōshū Kaidō القديم (طريق Ōshū، أحد طرق إيدو الخمسة) التي فصلت مناطق وسط وشمال اليابان.

## الشعر
إن حاجز شيراكاوا هو عبارة عن أوتاماكورا متكررة، بمعنى فكرة شعرية تحظى بالتقدير بداية من فترة هيان في شعر الواكا، بالإضافة إلى المايشو (منظر مشهور لليابان).
في شعر الواكا التقليدي، يستحضر الشعراء اليابانيون أماكن مشهورة مجازيًا يعبرون عن جمالها أو قوتها العاطفية ومدى تأثيرها فيهم، وغالبًا ما يكون ذلك مرتبطًا بالمواسم والفصول. وهذا الربط بين المكان والصورة الشعرية هو جزء من الأوتاماكورا.
يرتبط حاجز شيراكاوا عادة بالخريف والرياح وأوراق الأشجار الحمراء. كان عزيزًا على الرهبان-الشعراء المسافرين مثل سايغي أو سوجي أو باشو لاحقًا، وقد ينتقل صداه من شعري إلى ديني.
كان تايرا نو كانيموري أول شاعر معروف اليوم يؤلف بيوتا شعرية عن حاجز شيراكاوا ومن أبياته:
إذا كانت هناك وسيلة
لجعل العاصمة تعرف
فاليوم قد اجتزت
حاجز شيراكاوا
```
بعد كانيموري، تم استخدام الموقع لأول مرة للتعبير عن المسافة والفصل عن العاصمة الإمبراطورية 
كيوتو
 (Heian-kyō)؛ حيث كان واحدا من الحواجز الرئيسية الثلاثة في شمال اليابان للوصول إلى المنطقة الشمالية (ميشينوكو)، خارج المقاطعات «المتحضرة».
[
5
]
[
6
]
 ثم ربط الشاعر الراهب نوين الحاجز مع ريح الخريف (
آكي كازي
) في 
غوشوي واكاشو
 (1086):
```

العاصمة
بضباب الربيع
غادرتها
فهبت ريح الخريف
على حاجز شيراكاوا
```
وذكر ميناموتو نو يوريماسا الموقع في مجموعته 
«نون أوتاماكورا»
.
[
5
]
 في 1170، هذه الفكرة من خلال استحضار أوراق الخريف الحمراء الجميلة (ذكرت في مختارات 
سينزايشو
، 1183) في مسابقة شعرية تعرف باسم (
utaawase
)
[
7
]
 حيث ذكر حاجز شيراكاو في أبياته التالية:
```

في العاصمة
المخضرة رأيت مرة أخرى
أشجار القيقب
التي سقطت أوراقها
في حاجز شيراكاوا
```
ذكر العديد من شعراء واكا الحاجز في أعمالهم، بما في ذلك 
سايغيو
 أو فوجيوارا نو كيوسوكي.
[
7
]
 كتب ليو سوغي وتلميذه سوشو Sōchō، شعراء رنجا 
renga
 (شعر أنتجه جماعيا العديد من المؤلفين)، كتبوا أيضًا عن حاجز شيراكاوا
[
8
]
، لأن بالنسبة لسوجي Sōgi، ظل هذا المكان القديم دافعًا شاعريًا قويًا وغنائيًا ومأثرا.
[
6
]
[
9
]
 كتب في هذا الموضوع في كتابه للسفر شيراكاوا كوكي 
Shirakawa kikō
، والذي يمثل محاولة مهمة لدمج شعر السفر في سرد النثر.
[
8
]
```

ماتسو باشو، الكاتب الشهير للهايكو ومعجب بسايغيو، يصف رحلته إلى حاجز شيراكاوا في تحفته الطريق الضيق لنهاية العالم (Oku no hosomichi). تحت ريشة قلمه، يرمز الموقع للمرور إلى عالم آخر، وبداية رحلة روحية إلى بلد «نهاية العالم».

## مرفقات

### قائمة المراجع
- Utamakura: Allusion, & Intertext (بالإنجليزية). Yale University Press. 1997. p. 324. ISBN:978-0-300-06808-5. Archived from the original on 2014-06-27. {{استشهاد بكتاب}}: الوسيط |الأول= يفتقد |الأخير= (help)  Utamakura: Allusion, & Intertext (بالإنجليزية). Yale University Press. 1997. p. 324. ISBN:978-0-300-06808-5. Archived from the original on 2014-06-27. {{استشهاد بكتاب}}: الوسيط |الأول= يفتقد |الأخير= (help)  Utamakura: Allusion, & Intertext (بالإنجليزية). Yale University Press. 1997. p. 324. ISBN:978-0-300-06808-5. Archived from the original on 2014-06-27. {{استشهاد بكتاب}}: الوسيط |الأول= يفتقد |الأخير= (help) Utamakura: Allusion, & Intertext (بالإنجليزية). Yale University Press. 1997. p. 324. ISBN:978-0-300-06808-5. Archived from the original on 2014-06-27. {{استشهاد بكتاب}}: الوسيط |الأول= يفتقد |الأخير= (help) .
- Travelers of a Hundred Ages: The Japanese As Revealed Through 1,000 Years of Diaries (بالإنجليزية). Columbia University Press. 1999. p. 468. ISBN:978-0-231-11437-0. Archived from the original on 2014-06-27. {{استشهاد بكتاب}}: الوسيط |الأول= يفتقد |الأخير= (help)  Travelers of a Hundred Ages: The Japanese As Revealed Through 1,000 Years of Diaries (بالإنجليزية). Columbia University Press. 1999. p. 468. ISBN:978-0-231-11437-0. Archived from the original on 2014-06-27. {{استشهاد بكتاب}}: الوسيط |الأول= يفتقد |الأخير= (help)  Travelers of a Hundred Ages: The Japanese As Revealed Through 1,000 Years of Diaries (بالإنجليزية). Columbia University Press. 1999. p. 468. ISBN:978-0-231-11437-0. Archived from the original on 2014-06-27. {{استشهاد بكتاب}}: الوسيط |الأول= يفتقد |الأخير= (help) Travelers of a Hundred Ages: The Japanese As Revealed Through 1,000 Years of Diaries (بالإنجليزية). Columbia University Press. 1999. p. 468. ISBN:978-0-231-11437-0. Archived from the original on 2014-06-27. {{استشهاد بكتاب}}: الوسيط |الأول= يفتقد |الأخير= (help) .
- Song in an Age of Discord: The Journal of Sōchō and Poetic Life in Late Medieval Japan (بالإنجليزية). Stanford University Press. 2002. p. 421. ISBN:978-0-804-73284-0. Archived from the original on 2014-06-27. {{استشهاد بكتاب}}: الوسيط |الأول= يفتقد |الأخير= (help)  Song in an Age of Discord: The Journal of Sōchō and Poetic Life in Late Medieval Japan (بالإنجليزية). Stanford University Press. 2002. p. 421. ISBN:978-0-804-73284-0. Archived from the original on 2014-06-27. {{استشهاد بكتاب}}: الوسيط |الأول= يفتقد |الأخير= (help)  Song in an Age of Discord: The Journal of Sōchō and Poetic Life in Late Medieval Japan (بالإنجليزية). Stanford University Press. 2002. p. 421. ISBN:978-0-804-73284-0. Archived from the original on 2014-06-27. {{استشهاد بكتاب}}: الوسيط |الأول= يفتقد |الأخير= (help) Song in an Age of Discord: The Journal of Sōchō and Poetic Life in Late Medieval Japan (بالإنجليزية). Stanford University Press. 2002. p. 421. ISBN:978-0-804-73284-0. Archived from the original on 2014-06-27. {{استشهاد بكتاب}}: الوسيط |الأول= يفتقد |الأخير= (help) .
- Early Modern Japanese Literature: An Anthology, 1600-1900 (بالإنجليزية). Columbia University Press. 2008. p. 550. ISBN:978-0-231-14415-5. Archived from the original on 2014-06-27. {{استشهاد بكتاب}}: الوسيط |الأول= يفتقد |الأخير= (help)  Early Modern Japanese Literature: An Anthology, 1600-1900 (بالإنجليزية). Columbia University Press. 2008. p. 550. ISBN:978-0-231-14415-5. Archived from the original on 2014-06-27. {{استشهاد بكتاب}}: الوسيط |الأول= يفتقد |الأخير= (help)  Early Modern Japanese Literature: An Anthology, 1600-1900 (بالإنجليزية). Columbia University Press. 2008. p. 550. ISBN:978-0-231-14415-5. Archived from the original on 2014-06-27. {{استشهاد بكتاب}}: الوسيط |الأول= يفتقد |الأخير= (help) Early Modern Japanese Literature: An Anthology, 1600-1900 (بالإنجليزية). Columbia University Press. 2008. p. 550. ISBN:978-0-231-14415-5. Archived from the original on 2014-06-27. {{استشهاد بكتاب}}: الوسيط |الأول= يفتقد |الأخير= (help) .